# 番鍛冶
番鍛冶（ばんかじ）は、鎌倉時代、後鳥羽院の命により、1か月交替で院に勤番した刀工である。「御」という敬称をつけて「御番鍛冶」（ごばんかじ）とも称される。彼らが鍛刀し後鳥羽上皇が焼入れした刀を菊一文字という。また御番鍛冶筆頭であったことに因み、則宗作の刀剣と則宗自身も菊一文字の通名で知られている。

## 概要
後鳥羽院は刀剣の製作を好んだ。院は京都粟田口久国、備前国信房にその業を授けられた。承元2年、諸国から刀工12人を召して、水無瀬において毎月、刀を作らせた（12人の番鍛冶）。すなわち、
- 正月 - 備前国則宗
- 2月 - 備中国貞次
- 3月 - 備前国延房
- 4月 - 粟田口国安
- 5月 - 備中国恒次
- 6月 - 粟田口国友
- 7月 - 備前国宗吉
- 8月 - 備中国次家
- 9月 - 備前国助宗
- 10月 - 備前国行国
- 11月 - 備前国助成
- 12月 - 備前国助延

である。
このほかに、24人の刀工を召して毎月刀を作らせた（24人の番鍛冶）。すなわち、
- 正月 - 備前国包道、粟田口国友
- 2月 - 備前国師実、備前国長助
- 3月 - 大和国重弘、備前国行国
- 4月 - 備前国近房、豊後国行平
- 5月 - 備前国包近、備前国真房
- 6月 - 備前国則次、備前国吉房
- 7月 - 備前国包末、伯耆国宗隆
- 8月 - 備前国章実、備前国実経
- 9月 - 備前国包末、備前国信房
- 10月 - 備前国朝忠、美作国実経
- 11月 - 備前国包助、備前国則宗
- 12月 - 備中国則真、備前国是助

である。
承久2年、後鳥羽院が隠岐にうつると、北条義時は執権の職を継ぐに際して、次の6人の番鍛冶を献じた（隠岐国の番鍛冶）。すなわち、
- 正月〜2月 - 粟田口則次
- 3月〜4月 - 粟田口景国
- 5月〜6月 - 粟田口国綱
- 7月〜8月 - 備前国宗吉
- 9月〜10月 - 備前国信正
- 11月〜12月 - 備前国助則

である。
1935年1月、大日本刀匠協会は、御番鍛冶制度を復活し、24人の月番鍛冶を選定した。